# 賈斯珀·黑勒迪
賈斯珀·黑勒迪（丹麥語：Jesper Helledie，1954年5月9日—），是一位丹麥已退役男子羽球運動員。雖然年輕時在男子單打項目備受推崇，但他最終成為了雙打專家，而且在職業生涯中克服了兩次腳跟腱斷裂。
賈斯珀·黑勒迪在1983年IBF世界錦標賽中與斯蒂恩·弗萊德伯格一起贏得了男子雙打金牌，在決賽中以15-10、15-10擊敗了麥克·崔格特和馬丁·杜。他們兩人還一起贏得了1986年歐洲羽球錦標賽男子雙打冠軍。

## 參參文獻
1. ↑  Pat Davis, The Guinness Book of Badminton (Enfield, Middlesex, England: Guinness Superlatives Ltd., 1983) 110.